# توورکوو
توورکوو (به لهستانی:  Tworków) یک روستا در لهستان است که در گمینا کژژانوویتسه واقع شده‌است. توورکوو ۳٬۰۰۰ نفر جمعیت دارد.

## نگارخانه

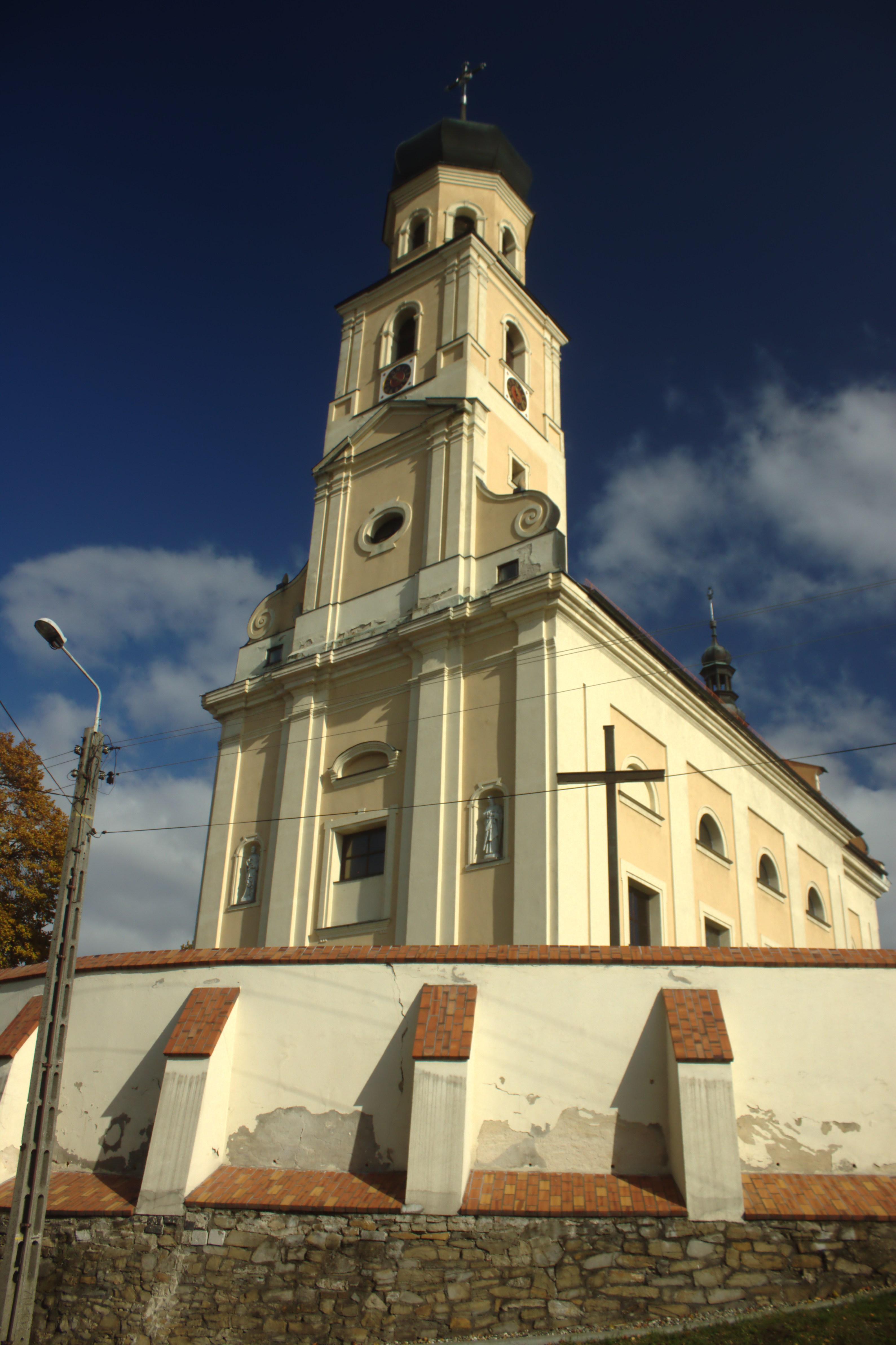
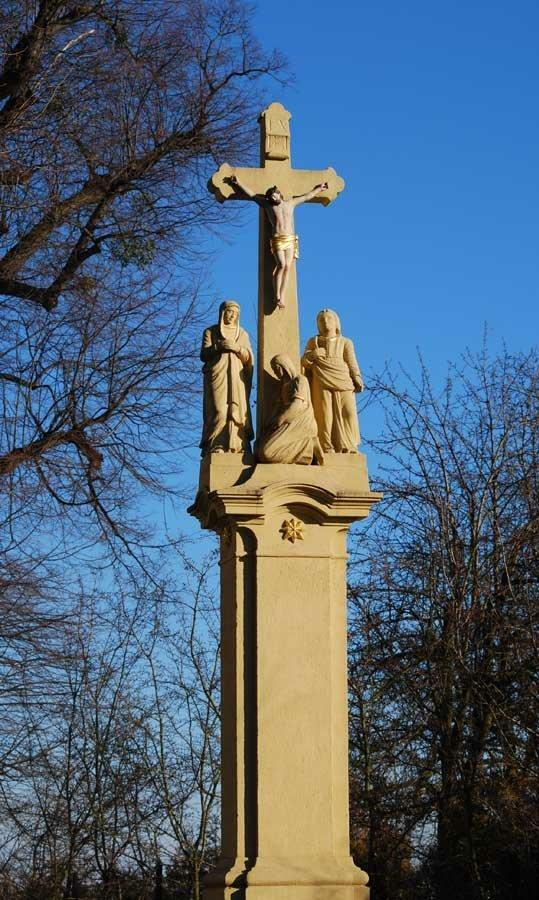
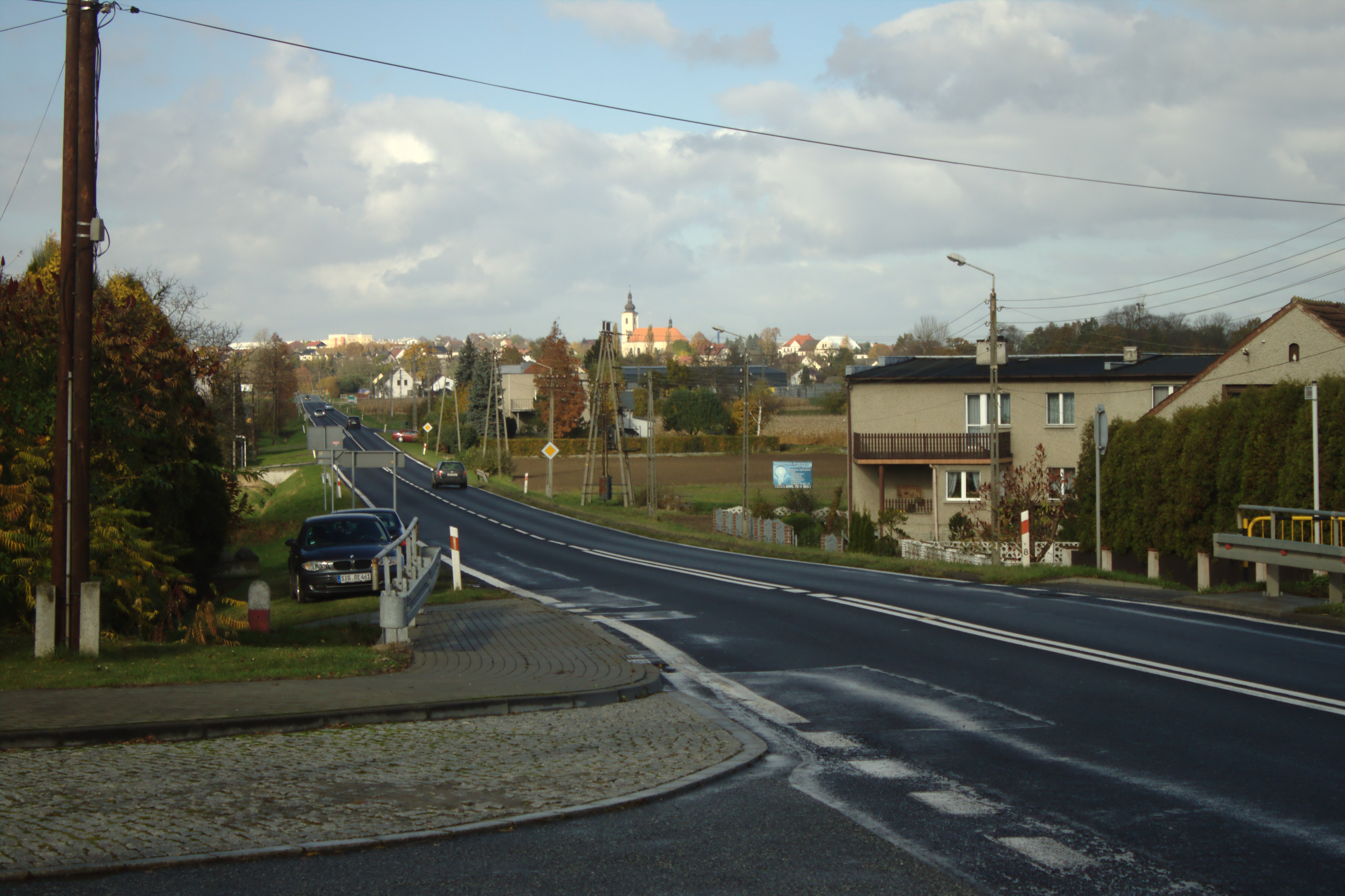